# Ilattia perfundens
Ilattia perfundens là một loài bướm đêm trong họ Noctuidae.